# Google Play Music
Google Play Music è stato un servizio di musica in streaming on demand di Google, lanciato nel 2011 e sostituito definitivamente da YouTube Music nel 2020.

## Storia

Icona di Google Play Music

Google ha accennato per la prima volta al rilascio di un lettore multimediale cloud durante la conferenza per gli sviluppatori Google I/O del 2010, quando l'allora vicepresidente senior del settore social Vic Gundotra ha mostrato una sezione “Musica” dell'allora cosiddetto Android Market durante una presentazione. Un servizio musicale è stato annunciato ufficialmente alla conferenza I/O dell'anno successivo, il 10 maggio 2011, con il nome di “Music Beta”. Inizialmente era disponibile solo su invito per i residenti negli Stati Uniti e aveva funzionalità limitate; il servizio prevedeva un “armadietto musicale” gratuito per archiviare fino a 20.000 brani, ma durante il periodo di beta non era presente alcun negozio di musica, in quanto Google non era ancora in grado di raggiungere accordi di licenza con le principali etichette discografiche.
Il 16 novembre 2011 Google lanciò Google Music negli USA con un proprio negozio virtuale dove era possibile acquistare musica e un'integrazione del servizio con Google+. A partire dal 6 marzo 2012 Google Music è stato completamente integrato in Google Play ed è stato rinominato Google Play Music (che in Italia è diventato Google Play Musica).
Dal 13 novembre 2012 il servizio è stato disponibile anche in Francia, Spagna, Italia, Regno Unito e Germania.
Il 12 maggio 2020 Google ha annunciato, tramite un post sul blog ufficiale di YouTube, che a partire da quella data gli utenti di Play Music avrebbero potuto effettuare la migrazione delle proprie playlist e dei propri brani all'interno di YouTube Music. La chiusura di Play Music è avvenuta gradualmente, iniziando da agosto con la revoca dell'accesso allo store per l'acquisto di musica per concludersi a dicembre 2020 con la chiusura definitiva del servizio per tutti gli utenti.
L'ultima versione dell'app è stata la 8.29 (aprile 2021) poi sostituita, su Play Store, da YouTube Music.

## Caratteristiche e funzioni
Google Play Music è stato un negozio di musica digitale, in concorrenza ad altri come iTunes Store e Amazon Music. Su Google Play Music i brani acquistati erano file con estensione mp3 e bitrate a 320kb/s. Ogni brano o album acquistato su Google Play Music era memorizzato sul cloud legato al proprio account Google e poteva essere ascoltato in streaming ovunque attraverso l'applicazione Google Play Music (disponibile da web, su Android e su iOS), oppure il brano/album poteva essere scaricato per l'ascolto offline sul computer o nella cache dei dispositivi mobili. Lo spazio di archiviazione cloud per la memorizzazione dei brani acquistati su Google Play Music era illimitato e permetteva da marzo 2015 il caricamento di 50.000 brani (novità che va ad aumentare di più del doppio il numero massimo dei brani caricabili, che si attestava precedentemente sui 20.000).
Google Play Music offriva, inoltre, la possibilità di eseguire il back-up della musica già in possesso, che l'utente ha acquistato (o scaricato) altrove.

### Unlimited
Unlimited era un servizio in abbonamento di Google Play Music che, in maniera analoga a Spotify e simili, dava la possibilità di ascoltare, senza alcuna pubblicità, da browser web o mobile app, tutta la musica presente nello store, al costo di 9,99 € mensili.

#### Attivazione dell'abbonamento
Spesso ci sono state offerte una o più mensilità iniziali gratuite. Per poterne usufruire era richiesta l'associazione di una carta di credito o prepagata al proprio account, sulla quale verrà effettuato un addebito fittizio di 0,00 €. È stato possibile interrompere l'abbonamento in qualsiasi momento, anche prima dello scadere del periodo gratuito, senza alcun costo aggiuntivo. Terminato il periodo di prova, l'abbonamento proseguiva col canone di 9,99 €/mese.

## Disponibilità geografica

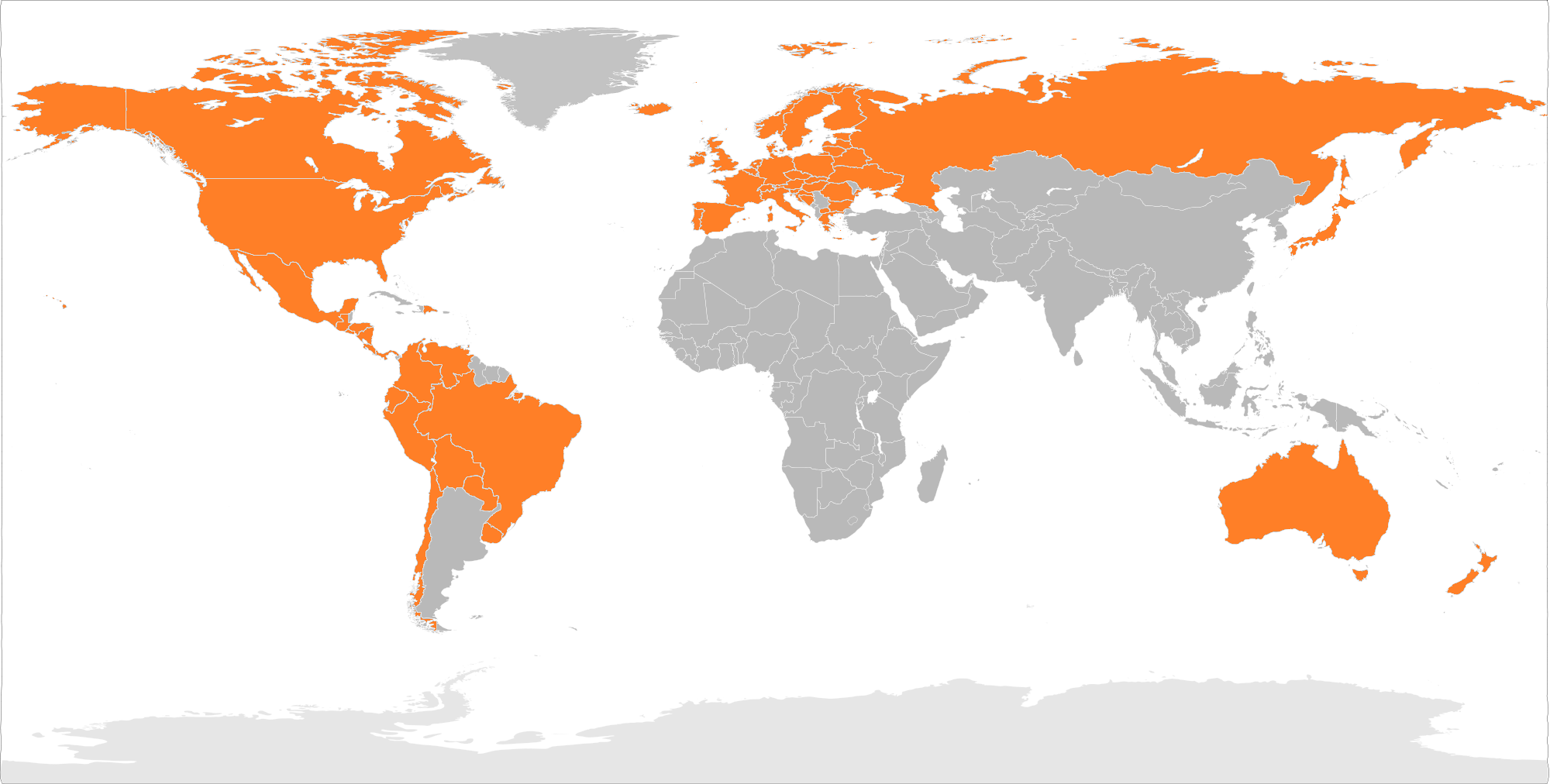
Disponibilità globale di Google Play Music prima della sua interruzione nel dicembre 2020

Gli account standard di Google Play Music erano disponibili in 63 Paesi prima dell'interruzione del servizio. L'elenco completo comprende: Argentina, Australia, Austria, Bielorussia, Belgio, Bolivia, Bosnia ed Erzegovina, Brasile, Canada, Cile, Colombia, Costa Rica, Croazia, Cipro, Repubblica Ceca, Danimarca, Repubblica Dominicana, Ecuador, El Salvador, Estonia, Finlandia, Francia, Germania, Grecia, Guatemala, Honduras, Ungheria, Islanda, India, Irlanda, Italia, Giappone, Lettonia, Liechtenstein, Lituania, Lussemburgo, Macedonia del Nord, Malta, Messico, Paesi Bassi, Nuova Zelanda, Nicaragua, Norvegia, Panama, Paraguay, Perù, Polonia, Portogallo, Romania, Russia, Serbia, Slovacchia, Slovenia, Sudafrica, Spagna, Svezia, Svizzera, Ucraina, Regno Unito, Stati Uniti, Uruguay e Venezuela.
Gli abbonamenti Premium sono disponibili negli stessi Paesi degli account Standard.
La disponibilità di musica è stata introdotta nel Regno Unito, Francia, Germania, Italia e Spagna nell'ottobre 2012, Repubblica Ceca, Finlandia, Ungheria, Liechtenstein, Paesi Bassi, Russia e Svizzera nel settembre 2013, Messico nell'ottobre 2013, Germania nel dicembre 2013, Grecia, Norvegia, Svezia e Slovacchia nel marzo 2014, Canada, Polonia e Danimarca nel maggio 2014, Bolivia, Cile, Colombia, Costa Rica, Perù, e Ucraina nel luglio 2014, Repubblica Dominicana, Ecuador, Guatemala, Honduras, Nicaragua, Panama, Paraguay, El Salvador e Venezuela nell'agosto 2014, Brasile e Uruguay nel settembre 2014, 13 nuovi Paesi nel novembre 2014, Brasile nel novembre 2014, Argentina nel giugno 2015, Giappone nel settembre 2015, Sudafrica e Serbia nel dicembre 2015, e India nel settembre 2016, dove è stato offerto solo l'acquisto di musica. Il servizio di abbonamento All Access è stato lanciato in India nell'aprile 2017.